# Z-učinkovine
Z-učinkovine (tudi Z-zdravila) so skupina nebenzodiazepinskih učinkovin, ki imajo učinke podobne benzodiazepinskim in se uporabljajo pri zdravljenju težav s spanjem. Večina njihovih imen se začne na črko Z, po čemer je skupina učinkovin tudi poimenovana in pa ker se črka Z asociira s spanjem.

## Medicinska uporaba
Uporabljajo se za zdravljenje nespečnosti.

## Stranski učinki
Pri starejših ljudeh ta skupina zdravil poveča tveganje za zlome in padce.
Z-učinkovina zaleplon naj bi imel manj stranskih učinkov od benzodiazepinov.

## Farmakologija
Obstajajo tri osnovne skupine Z-učinkovin:
- imidazopiridini: zolpidem
- ciklopiroloni: zopiklon, eszopiklon
- pirazolopirimidini: zaleplon

Kategorizirani so kot nebenzodiazepini. Za vse te skupine se domneva, da modulirajo specifična benzodiazepinska vezavna mesta na podenotah GABAA-receptorjev, kjer delujejo kot agonisti. Poglavitni način delovanja Z-učinkovin naj bi bil selektiven in odraz visoke afinitete do a1 hipnozo inducirajočega vezavnega mesta na benzodiazepinski podenoti znotraj GABAA-receptorja.

## Zgodovina
Z-učinkovine so se pojavile v zadnjih letih 1980-ih in v začetku 1990-ih, ko je britanski National Health Service leta 1989 odobril zopiklon (Imovane), ki mu je hitro sledil Sanofi z zolpidemom (Ambien).